# Johann Gunert
Johann Gunert (pseudonyme de Johann Aulehla), né à Mödritz (Autriche-Hongrie, actuellement Modřice en République tchèque) le 9 juin 1903 et mort à Vienne (Autriche) le 3 octobre 1982, est un  poète et essayiste autrichien.

## Récompenses et distinctions
- 1968 : Prix de la Ville de Vienne de littérature